# Aplinar Senapati
Aplinar Senapati CM (Surada, Índia, 28 de outubro de 1960) é um clérigo religioso indiano e bispo católico romano de Rayagada.
Aplinar Senapati ingressou na ordem lazarista, fez a primeira profissão em 10 de maio de 1984 e a profissão definitiva exatamente cinco anos depois. Em 28 de novembro de 1990, recebeu o sacramento da ordenação.
Em 11 de abril de 2016, o Papa Francisco nomeou-o primeiro bispo da diocese de Rayagada, que foi instituída na mesma data. Foi ordenado bispo pelo Núncio Apostólico na Índia, Dom Salvatore Pennacchio, em 28 de maio do mesmo ano. Os co-consagradores foram o Arcebispo de Cuttack-Bhubaneswar, John Barwa SVD, e o Bispo de Berhampur, Sarat Chandra Nayak.